# 152
152 (сто петдесет и втора) година по юлианския календар е високосна година, започваща в петък. Това е 152-рата година от новата ера, 152-рата година от първото хилядолетие, 52-рата година от 2 век, 2-рата година от 6-о десетилетие на 2 век, 3-та година от 150-те години. В Рим е наричана Година на консулството на Глабрион и Хомул (или по-рядко – 905 Ab urbe condita, „905-а година от основаването на града“).

## Събития
- Консули в Рим са Маний Ацилий Глабрион и Марк Валерий Хомул.